# De antieke verhalen
De antieke verhalen is een bundel verhalen van de Nederlandse schrijver Louis Couperus (1863-1923) die in 1980 werd uitgegeven door de uitgeverij Athenaeum - Polak & Van Gennep en een ongepubliceerde tekst bevatte.

## Geschiedenis
Na de verschijning van de onvolledige, en volgens moderne opvattingen weinig wetenschappelijk uitgegeven Verzamelde werken van Louis Couperus heeft Johan Polak enkele uitgaven doen verschijnen die trachtten aan Couperus en de toenmalig bekende editietechniek recht te doen. Deze bundel met antieke verhalen is een van de voorbeelden. Het blijft raadselachtig waarom Polak enerzijds kon meewerken aan een niet volgens die techniek uitgegeven bundel Modern toerisme die in hetzelfde jaar verscheen, en tegelijkertijd aan deze, door hemzelf uitgegeven en qua editietechniek volstrekt andere bundel. Beide bundels werden verzorgd door Couperus-bibliograaf Marijke Stapert-Eggen. De bundel werd ingeleid door Karel Reijnders die sinds zijn proefschrift Couperus bij Van Deyssel mede als kenner van Couperus gold en verschillende werken van of over Couperus op zijn naam had staan.
De uitgave bevat "een eerste, naar de stof chronologische geordende, verzameluitgave [van] alle vertellingen en schetsen waartoe Louis Couperus door mythologische of historische gegevens uit de oudheid werd geïnspireerd" (aldus de verantwoording in de bundel, p. 525). Bijzonder was in deze uitgave natuurlijk vooral het tot dan toe ongepubliceerde prozafragment Herdersliefde, of Dafnis en Chloë, door Longos. Pastoraal of Longos' Herderlijke Min. Maar het bevatte ook andere bekende publicaties, zoals het enige tijdens het leven van Couperus bibliofiel en in beperkte oplage uitgegeven verhaal De ode uit 1919, waarvoor Couperus' lievelingsneef Frans Vlielander Hein verantwoordelijk was geweest.

### Uitgave
De bundel verscheen bij de uitgeverij Athenaeum - Polak & Van Gennep, in 1980, als onderdeel van de Grote Bellettrie Serie; het voorwoord van Reijnders was gedateerd "februari 1980". De oplage was 2000 exemplaren.